# Hispasat 55W-1
Hispasat 55W-1 (vormals Amazonas 1) war ein Fernsehsatellit des spanischen Satellitenbetreibers Hispasat. Er stellte vor allem Angebote für Bewohner lateinamerikanischer Länder zur Verfügung. Er war der fünfte von Hispasat gestartete Satellit und der sechste Satellit der Satellitenplattform Eurostar 3000 von Astrium.

## Empfang
Der Satellit konnte in Europa, Nordafrika, sowie Nord- und Südamerika empfangen werden, die Übertragung erfolgte im C- und Ku-Band. Dafür war das von Airbus bzw. Astrium auf Basis des Satellitenbus Eurostar-3000S gebaute Raumfahrzeug mit 27 C- und 36 Ku-Band-Transpondern ausgestattet worden (19 C- und 32 Ku-Band-Transponder gleichzeitig betreibbar), sowie insbesondere mit einem erstmals im All benutzten AmerHis genannten Kommunikationssystem auf Basis des DVB-Prozessors Alcatel 9343 DVB.

## Kapazitätserweiterung
Mit dem Start von Amazonas 2 am 1. Oktober 2009 erweiterte der Betreiber Hispasat seine Kapazität.
Der Start von Amazonas 3 erfolgte am 7. Februar 2013, der von Amazonas 4A am 22. März 2014, der von Amazonas 5 am 11. September 2017.

## Nutzung und Abschaltung
Kurz nach Erreichen der vorgesehenen Einsatzposition und der Test- und Inbetriebnahmephase am 16. August 2004 wurde ein schleichender Druckverlust in einem seiner Oxidatortanks für sein chemisches Antriebssystem festgestellt, dessen Ursache vermutlich ein fehlerhaften Ventils ist. Dadurch wurde von einer Verkürzung der möglichen Nutzbarkeit des Satelliten auf fünf bis zehn Jahre ausgegangen. Schließlich konnte der Satellit aber über mehr als zwölf Jahre lang kommerziell genutzt werden. Den Großteil seiner Einsatzzeit verbrachte Amazonas 1 an einer Position bei 61° West. Ab 2014 stand der Satellit nach einer Vereinbarung mit Intelsat bei 55° West. Dort wurde er zuletzt auch als Hispasat 55W-1 bezeichnet. Hispasat teilte am 23. Juni 2017 mit, dass Hispasat 55W-1 in einen Friedhofsorbit gesteuert und dort abgeschaltet worden war. Die Manöver begannen am 19. Juni 2017 und brachten den Satelliten in eine 300 km höhere Bahn.